# ルーカス・ペセック
ルーカス・ペセック ( Lukáš Pešek, 1985年11月22日 - ) は、チェコ・プラハ出身のオートバイレーサー。2013年はロードレース世界選手権MotoGPクラスに参戦する。

## 経歴
3歳の時、モトクロスレーサーだった父が組み立てたオートバイに乗り始める。2001年と2002年にはチェコの国内ロードレース選手権125ccクラスでチャンピオンとなった。2002年にはヨーロッパ選手権125ccクラスにも参戦し、また地元チェコGP125ccクラスのレースにワイルドカード枠で出場、ロードレース世界選手権デビューを果たした。
2003年にはヨーロッパ選手権250ccクラスに移った。このシーズンの途中、同郷のヤロスラフ・ユレスが重傷を負ったことから、その代役としてヤマハ・クルツチームから、松戸直樹をチームメイトにロードレース世界選手権250ccクラスにデビューを果たした。第15戦オーストラリアGPで12位に入賞し、初ポイントを獲得した。
2004年は125ccクラスに移り、フィンランドのアジョ・モータースポーツチームからGPにフル出場したが、何度もクラッシュを繰り返した結果シリーズランキングは21位に終わった。
2005年から2006年にかけてはデルビのマシンを駆り、成績は年々向上していった。2005年はシリーズ19位、2006年はシリーズ6位、そして2007年には中国GP・オーストラリアGPと2勝を挙げてシリーズ4位に入る活躍を見せた。
2008年、ペセックはダニエル・エップ率いるオートケリー・CPチームからアプリリアのマシンを駆って250ccクラスに復帰を果たした。250ccフル参戦初年度は第12戦サンマリノGPでの9位が最高位となり、シリーズランキングは15位だった。翌2009年もチームに残留し、3戦で7位に入賞、ふたたびシリーズ15位となった。
2010年シーズン、ペセックは250ccクラス後継のMoto2クラスに、マッテオーニC.P.レーシングからモリワキのマシンを駆って参戦を開始したが、成績不振が続いたことから第12戦サンマリノGP終了をもってチームを解雇されてしまった。
2011年シーズンはスペイン選手権(CEV)のMoto2クラスに IAMT RP2 チームから参戦する。世界選手権にもワイルドカード枠での参戦を予定している。
2013年シーズンは、3年ぶりにロードレース世界選手権へ復帰を果たし、イオダ・レーシングよりMotoGPクラスにCRTマシンで参戦した。しかし戦闘力の低いマシンに苦戦し、フル参戦ライダーの中では唯一のノーポイントとなってしまった。

## ロードレース世界選手権 戦績
| シーズン | クラス | バイク     | 出走 | 優勝 | 表彰台 | PP | FL | ポイント | シリーズ順位 |
| -------- | ------ | ---------- | ---- | ---- | ------ | -- | -- | -------- | ------------ |
| 2002年   | 125cc  | ホンダ     | 1    | 0    | 0      | 0  | 0  | 0        | -            |
| 2003年   | 250cc  | ヤマハ     | 9    | 0    | 0      | 0  | 0  | 4        | 30位         |
| 2004年   | 125cc  | ホンダ     | 16   | 0    | 0      | 0  | 0  | 20       | 21位         |
| 2005年   | 125cc  | デルビ     | 16   | 0    | 0      | 0  | 0  | 25       | 19位         |
| 2006年   | 125cc  | デルビ     | 16   | 0    | 3      | 2  | 1  | 154      | 6位          |
| 2007年   | 125cc  | デルビ     | 17   | 2    | 6      | 1  | 3  | 182      | 4位          |
| 2008年   | 250cc  | アプリリア | 16   | 0    | 0      | 0  | 0  | 43       | 15位         |
| 2009年   | 250cc  | アプリリア | 16   | 0    | 0      | 0  | 0  | 74       | 15位         |
| 2010年   | Moto2  | モリワキ   | 11   | 0    | 0      | 0  | 0  | 5        | 34位         |
| 合計     |        |            | 118  | 2    | 9      | 3  | 4  | 507      |              |